# Episodi di Dr. Stone (prima stagione)

Titolo della prima stagione

Questa è la lista degli episodi della prima stagione della serie televisiva anime Dr. Stone, prodotta da TMS Entertainment e tratta dall'omonimo manga scritto da Riichirō Inagaki e disegnato da Boichi.
L'adattamento anime è stato annunciato sul cinquantunesimo numero di Weekly Shōnen Jump il 19 novembre 2018. La serie è prodotta dallo studio TMS Entertainment, con la regia di Shinya Iino, la sceneggiatura di Yuichiro Kido, il character design di Yuko Iwasa mentre la colonna sonora è ad opera di Tatsuya Kato, Hiroaki Tsutsumi e Yuki Kanesaka. È stata trasmessa dal 5 luglio al 13 dicembre 2019. Per i primi 13 episodi la sigla d'apertura è Good Morning World! cantata dai Burnout Syndromes mentre quella di chiusura è LIFE ed è interpretata dai Rude-α. Nella seconda metà di episodi la sigla di apertura è Sangenshoku (三原色?) cantata dai Pelican Fanclub e quella di chiusura è Yume no youna (夢のような?) di Saeki Yuusuke.
Crunchyroll ha acquistato i diritti internazionali per distribuire la serie in versione sottotitolata in vari Paesi, tra cui l'Italia.
Il doppiaggio italiano è stato annunciato il 27 novembre 2022, ed è stato pubblicato su Crunchyroll dal 12 dicembre 2022 al 22 maggio 2023.

## Lista episodi
| Nº | Titolo italiano Giapponese 「Kanji」 - Rōmaji - Traduzione letterale | In onda           | In onda          |
| Nº | Titolo italiano Giapponese 「Kanji」 - Rōmaji - Traduzione letterale | Giapponese        | Italiano         |
| 1  | Stone World 「Stone World」 – "Il mondo di pietra" | 5 luglio 2019     | 12 dicembre 2022 |
| 1  | Taiju, uno studente robusto e gentile ma poco intelligente, sta per dichiarare il suo amore a Yuzuriha quando un gigantesco raggio luminoso invade tutta la Terra pietrificando istantaneamente l'intera umanità. Senku, il miglior amico di Taiju, è un ragazzo molto razionale e riesce a non perdere la calma rimanendo cosciente e contando i secondi che passano in vista di un ipotetico risveglio dalla pietrificazione. Questo avviene dopo 3 700 anni grazie al gocciolamento di acido nitrico dal soffitto di una caverna. In quasi quattro millenni la natura ha distrutto ogni invenzione artificiale, ma Senku, che possiede molte conoscenze scientifiche, vuole ridare vita alla civiltà umana basandosi proprio sulla scienza. Per avere supporto fisico, Senku fa risvegliare Taiju e in un anno di sperimentazioni sugli uccellini pietrificati trovano insieme la soluzione di nital corretta per rianimare gli esseri viventi. |                   |                  |
| 2  | King of the Stone World 「King of the Stone World」 – "Il re del mondo di pietra" | 12 luglio 2019    | 19 dicembre 2022 |
| 2  | Senku fa scegliere la prossima persona da risvegliare a Taiju, il quale decide che sarà Yuzuriha, ma i due ragazzi si trovano inseguiti da un piccolo branco di leoni. Vista l'emergenza, al posto di Yuzuriha decidono di risvegliare Tsukasa Shishio, un ragazzo della loro età dotato di una forza fisica fuori dal comune, che li salva dai leoni. Senku chiede a Taiju di raccogliere delle conchiglie dalle quali ricavare il carbonato di calcio, ma non rivela tutti i campi in cui può tornare utile. Come Senku sospettava, Tsukasa non è un individuo di cui ci si può fidare alla cieca, infatti intende distruggere le statue delle persone che non ritiene all'altezza di essere risvegliate compiendo di conseguenza una selezione arbitraria e contraria ai puri principi di Senku. |                   |                  |
| 3  | Le armi della scienza 「科学の武器」 - Kagaku no buki | 19 luglio 2019    | 26 dicembre 2022 |
| 3  | Senku vuole ostacolare il piano primitivo di Tsukasa e vorrebbe tenere nascosta l'esistenza del liquido del risveglio (la soluzione di nital che annulla la pietrificazione) ma Taiju spiattella alla prima occasione quest'informazione. Mentre Senku e Taiju risvegliano Yuzuriha, Tsukasa va a vedere di persona la sorgente dell'acqua miracolosa (l'acido nitrico). Senku propone ai suoi due amici di scappare in un posto sicuro dalla guerra tra lui e Tsukasa, ma loro decidono di restare con Senku. Tsukasa non ha intenzione di fare loro del male ma pretende che non interferiscano con la sua distruzione delle statue delle persone che non ritiene degne di essere riportate in vita, e Senku crede che si impossesserà con la forza del monopolio dell'acqua miracolosa. L'unico modo Senku e i suoi amici hanno per fermarlo è costruire le armi della scienza: facendo credere che stanno scappando a gambe levate si recano alle sorgenti termali di Hakone, orientandosi con un sestante e il Buddha di bronzo di Kamakura, per raccogliere lo zolfo necessario alla creazione della polvere da sparo. |                   |                  |
| 4  | Innalzate i segnali di fumo 「狼煙をあげろ」 - Noroshi o agero | 26 luglio 2019    | 2 gennaio 2023   |
| 4  | Senku prepara la polvere da sparo con zolfo, carbone, nitrato di potassio e glucosio e Taiju la fa esplodere per errore. Subito pensano di dover spegnere il fuoco provocato per non segnalare la loro presenza a Tsukasa che potrebbe essere sulle loro tracce, ma prima di farlo notano un segnale di fumo in mezzo alla foresta. Questo significa che ci sono delle altre persone vive nei paraggi e Senku decide di confermare le loro presenza (visto che una singola esplosione potrebbe essere scambiata per un'attività vulcanica) inviando un altro segnale di fumo, anche se c'è il rischio di rivelare a Tsukasa la loro posizione. Tsukasa non si fa attendere e prende Yuzuriha in ostaggio mentre Taiju si è allontanato per raccogliere della legna, in cambio chiede a Senku la formula per il liquido del risveglio. Senku gliela dà e, non potendo promettere a Tsukasa di rinunciare alla scienza e alla ricostruzione della civiltà, viene ucciso. |                   |                  |
| 5  | Stone World The Beginning 「Stone World The Beginning」 – "Il principio del mondo di pietra" | 2 agosto 2019     | 9 gennaio 2023   |
| 5  | Taiju e Yuzuriha fanno esplodere l'ultima polvere da sparo rimasta e con quel diversivo riescono a scappare portando via il corpo di Senku senza farsi vedere da Tsukasa. Arrivati in un posto sicuro, Taiju si ricorda che Senku faceva scrocchiare spesso il collo e l'ultima volta che l'ha fatto era per indicare a Tsukasa il punto in cui voleva essere colpito. Sulla nuca infatti, nascosta dal colletto del suo vestito, si trova ancora un frammento di roccia che, se disciolta con il liquido del risveglio, potrebbe riparare la ferita inflitta da Tsukasa. Mentre Taiju esegue quest'ultimo disperato tentativo di salvarlo, un flashback mostra le azioni di Senku dal suo risveglio fino al primo segno di rinascita della civiltà, ovvero l'accensione di un fuoco. |                   |                  |
| 6  | I due regni del mondo di pietra 「石の世界の二つの国」 - Ishi no sekai no futatsu no kuni | 9 agosto 2019     | 16 gennaio 2023  |
| 6  | Senku scoprì che ad annullare la sua pietrificazione non era stato il nital ma il consumo di un composto dell'involucro di pietra sotto forma di energia, messo in atto dal suo cervello che continuava a lavorare. Come conseguenza dell'annullamento della pietrificazione inoltre, l'essere vivente che viene liberato subisce una cura istantanea e Taiju battezza quell'effetto come Dr. Stone. Senku torna a vivere e sfrutta il vantaggio su Tsukasa mandando Taiju e Yuzuriha a seguirlo mentre dovranno compiere una missione segreta, frattanto Senku cercherà di allearsi con gli uomini che alzarono i segnali di fumo e fonderà il regno della scienza. Dopo la tragedia, una ragazza avversa Tsukasa cercando vendetta per colui che ha ucciso. Dalle sue parole Tsukasa la riconosce come appartenente a una tribù primitiva e, non volendo perdere altro tempo, la lascia per correre alla grotta dei miracoli. Kohaku, questo è il nome della ragazza, viene schiacciata da un tronco abbattuto da Tsukasa, e Senku che arriva poco dopo la salva dopo mezza giornata, dividendo la forza da sollevare con un sistema di pulegge. |                   |                  |
| 7  | Il luogo che ci riporta a due milioni di anni fa 「200万年の在処」 - Ni-hyaku-man-nen no arika – "Il luogo ove trascorsero due milioni di anni" | 16 agosto 2019    | 23 gennaio 2023  |
| 7  | Kohaku abita in un villaggio di una quarantina di persone, la cui provenienza resta un mistero per Senku, e ogni giorno porta un orcio di acqua termale per sua sorella Ruri malata. Kohaku accompagna Senku al villaggio, situato su due isolotti collegati alla terraferma e tra di loro da altrettanti ponti tibetani, ma le due guardie Kinro e Ginro gli vietano l'accesso come impongono leggi del villaggio. Tutti gli abitanti sono all'oscuro di qualsiasi conoscenza culturale della vecchia società, tuttavia c'è un ragazzo chiamato Chrome che fin da piccolo colleziona minerali e materiali di ogni tipo per farci degli esperimenti, assumendo perciò l'appellativo di stregone. Quando gli viene presentato Senku, lo sfida mostrandogli le sue conoscenze ma riconosce di non essere esperto come lui. Senku dal canto suo ammira la passione di Chrome, lo sceglie come alleato per la costruzione del regno della scienza e si pongono come obiettivo la realizzazione di una medicina per salvare Ruri. |                   |                  |
| 8  | Stone Road 「Stone Road」 – "Pianificazione di pietra" | 23 agosto 2019    | 30 gennaio 2023  |
| 8  | Per preparare un antibiotico, la Panacea della scienza capace di curare molte malattie, Senku scarta l'idea della penicillina perché per produrla serve un fungo troppo raro, e spiega a grandi linee a Chrome e Kohaku tutto quello che dovranno fare per ricavare i sulfamidici. Decidono di partire dall'estrazione del ferro dalla sua limatura, che raccolgono con dei pezzi di magnetite sul letto di un fiume con l'aiuto di Suika, una bambina che nasconde la sua faccia con un'anguria. Per far avvenire la combustione che produrrà il ferro, i pochi abitanti del regno della scienza dovrebbero fornire alla fornace 1500 gradi ma è un'impresa impossibile, quindi cercano della manodopera mandando Suika al villaggio per scoprire come attirare gli abitanti. Una volta ascoltate le informazioni raccolte da Suika, Senku decide di allettare la gente preparando del ramen con la farina di pabbio. |                   |                  |
| 9  | In questa mano c'è la luce della scienza 「この手に科学の灯を」 - Kono te ni kagaku no akari o | 30 agosto 2019    | 6 febbraio 2023  |
| 9  | La produzione del ramen sortisce l'effetto sperato e procura al regno della scienza la forza lavoro sufficiente per fondere la limatura di ferro. Una spia di Tsukasa, tale Gen Asagiri, si è recato al villaggio per accertarsi della morte di Senku, ma dopo essere rimasto affascinato dai progressi scientifici ottenuti da Senku e la sua squadra, sceglie di mentire al suo mandante per proteggerli. Si avvicina un temporale e Senku vuole approfittare dell'occasione per creare dei magneti riproducendo l'esperimento del dottor Peter Wasilewski, uno scienziato della NASA che testò la magnetizzazione residua della magnetite sfruttando il campo magnetico indotto da un fulmine. Al posto della magnetite, Senku utilizza un solenoide di rame avvolto su un bastone di ferro laccato e, durante la creazione del filo di rame, un robusto abitante del villaggio chiamato Magma si arrabbia per la rottura di un'asse del ponte, ma Gen usa un trucco di illusionismo per calmarlo. Successivamente il regno della scienza usa i magneti per costruire un generatore omopolare con due dischi di Faraday in serie girati simultaneamente da Kinro e Ginro, che dà luogo alla corrente elettrica. Senku illumina così una fibra di bambù e presenta a tutti la cosiddetta "luce della scienza". |                   |                  |
| 10 | Una fievole alleanza 「薄っぺらの同盟」 - Usuppera no dōmei | 6 settembre 2019  | 13 febbraio 2023 |
| 10 | Ogni generazione al villaggio si tiene un torneo di arti marziali per decidere chi sarà il nuovo capo. Prima dell'arrivo di Senku si è svolto il torneo in cui il vincitore avrebbe anche sposato Ruri, ma la vittoria se l'è aggiudicata Kohaku per sottrarla a Magma, un uomo rude e interessato solo al potere, e così facendo è stata diseredata dalla famiglia. A distanza di un mese il torneo verrà disputato di nuovo e il regno della scienza deve assolutamente aggiudicarselo per potersi poi avvicinare a Ruri e guarirla. Chrome è innamorato di Ruri ma lascia che siano Kinro e Ginro a combattere perché avrebbero più possibilità contro Magma. Quest'ultimo intanto tenta di uccidere Gen credendolo lo stregone di cui tutti sparlano al villaggio perché pensa che Kohaku si serva della sua magia per rafforzare i suoi muscoli. Gen aveva preso delle precauzioni per simili evenienze e si rimette in forze appena in tempo per tornare da Tsukasa e riferire il falso sulla morte di Senku, in cambio di una bottiglia di cola fresca promessa dallo scienziato. |                   |                  |
| 11 | Clear World 「Clear World」 – "Un mondo nitido" | 13 settembre 2019 | 20 febbraio 2023 |
| 11 | Il prossimo elemento che vuole creare Senku è il vetro, che servirà per dei recipienti destinati agli esperimenti chimici e per fabbricare delle lenti per aiutare Suika che ha la malattia della nebbia, locuzione usata dai villici per definire la miopia. Il materiale necessario per plasmare il vetro è la silice, che viene ricavata da una montagna e fusa assieme ad altri composti ottenuti in precedenza come il carbonato di calcio. Senku riesce a creare il vetro e a limare un paio di lenti per Suika ma né lui né gli altri abitanti del regno della scienza sono in grado di modellare dei becher soddisfacenti, così a Chrome viene in mente una persona che potrebbe aiutarli: il vecchio artigiano Kaseki che vive al villaggio. Kaseki viene portato con la forza nel regno della scienza, ma non appena scopre la grande malleabilità del vetro si appassiona al nuovo materiale e si offre di soffiarlo. Mentre viene costruito il laboratorio chimico del regno della scienza, Ginro cerca un rimedio per far combattere suo fratello anche con la miopia e crede che placcare la punta della sua lancia potrebbe aiutarlo a vederla meglio. |                   |                  |
| 12 | Amici schiena contro schiena 「背中合わせの仲間たち」 - Senaka awase no nakama-tachi | 20 settembre 2019 | 27 febbraio 2023 |
| 12 | Il prossimo ingrediente da recuperare per l'antibiotico è l'acido solforico. Senku, Chrome, Kohaku e Ginro vanno a cercare una sorgente da cui estrarlo usando la lancia di Ginro, appositamente rivestita d'argento, come rivelatore dell'acido solfidrico, uno dei gas tossici rilasciati dall'acido solforico. Per poterlo prelevare, Senku e gli altri tornano alla base e costruiscono delle maschere antigas che filtrano l'aria con il carbone attivo impregnato di carbonato di potassio. Senku è consapevole della rischiosità della missione e vorrebbe tornare da solo a prendere l'acido solforico, onde evitare l'estinzione della scienza qualora morisse assieme a Chrome. Quest'ultimo non accetta di far correre tutto il pericolo a Senku e insiste per andare con lui ad aiutarlo, sicuro che in due la spedizione avrà buone possibilità di riuscita. Ginro rimane nel regno della scienza per paura di morire intossicato, ma dopo essersi fatto coraggio raggiunge i suoi amici, salva Chrome da morte certa e insieme prelevano l'acido solforico necessario. |                   |                  |
| 13 | Il guerriero mascherato 「仮面の戦士」 - Kamen no senshi | 27 settembre 2019 | 6 marzo 2023     |
| 13 | Per la creazione dell'antibiotico l'ultimo ingrediente che resta è l'alcol, che viene regalato in grandi quantità al vincitore del torneo, oltre al ruolo di capo del villaggio e il matrimonio con Ruri. Il giorno dopo lo scontro ha finalmente inizio. Anche Senku si iscrive per alzare le possibilità che un qualsiasi membro del regno della scienza ottenga la vittoria, e, appena mette piede nel villaggio, Ruri viene a sapere il suo nome e si rende conto di conoscerlo. Nel primo girone Kinro deve scontrarsi con Magma e per rifarsi di questo sorteggio sfortunato Senku prepara una bevanda energetica con caffeina, miele e piccolo calamo. Suika va al fiume per raccogliere altro calamo ma viene legata a un albero da Mantle, un sottoposto di Magma, che costringe Kohaku a correre a salvarla raccontandole che sta rischiando di affogare. Suika riesce a liberarsi da sola e, tornata al villaggio, scopre che Kinro è miope, quindi gli lancia il suo casco con le lenti che gli permette di rivalersi su Magma. |                   |                  |
| 14 | Master of Flame 「Master of Flame」 – "Il padrone del fuoco" | 4 ottobre 2019    | 13 marzo 2023    |
| 14 | Kinro non può esimersi dal chiedere all'arbitro se l'aiuto esterno di Suika è regolamentare, e mentre si distrae Magma lo colpisce in testa vincendo lo scontro. I prossimi a battersi sono Chrome e Mantle, il quale si arrende poco prima che Kohaku torni al villaggio, facendola squalificare automaticamente dal duello previsto contro Senku. L'ultimo incontro del girone vede Argo combattere contro Ginro, super esaltato dalle erbe dopanti che lo portano alla vittoria al costo di una forte diarrea. Il girone successivo si apre con lo scontro di Magma e Chrome. Il rude energumeno massacra il giovane scienziato, che raccoglie i cocci della maschera di Suika, versa il sudore necessario sull'unica lente rimasta per farla diventare convessa e poter concentrare la luce solare sul vestito di Magma. Gen ritorna e convince il nemico con uno stratagemma a non muoversi per il tempo necessario all'innesto del fuoco. Chrome spinge Magma fuori dal ring con estrema facilità una volta incendiato il suo vestito e dopo questa vittoria restano in gioco solo i membri del regno della scienza. |                   |                  |
| 15 | Un cristallo di due milioni di anni 「200万年の結晶」 - Ni-hyaku-man-nen no kesshō – "Il coronamento di due milioni di anni" | 11 ottobre 2019   | 20 marzo 2023    |
| 15 | Ginro si esalta quando capisce di poter diventare capo villaggio, ma Senku lo mette K.O. accedendo alla finale assieme a Chrome. Quest'ultimo è svenuto e non può più combattere, così Senku vince il torneo. Lo scienziato non ha un minuto da perdere per completare il sulfamidico e dopo aver incassato le giare di vino e aceto torna al laboratorio e inizia a unire tutti gli ingredienti raccolti. Il giorno dopo Senku somministra la medicina a Ruri, che in poche ore si sente ancora più male. Kokuyo, suo padre nonché ex capo villaggio, accusa Senku di averla avvelenata ma Kohaku lo difende. Dalla reazione di Ruri e dall'analisi delle interiora di un topo morto Senku evince che la malattia che affligge la sacerdotessa è polmonite, curabile con la somministrazione di altre dosi di sulfamidico. Dopo svariati giorni la cura ha effetto e Ruri guarisce. Kokuyo è grato a Senku e dice a tutti di accettarlo come suo successore nel ruolo di capo del villaggio Ishigami. In quell'occasione Senku scopre che il villaggio trae il proprio appellativo dal suo cognome, e Ruri gli confessa di conoscerlo da tempo immemore. |                   |                  |
| 16 | Una storia millenaria 「幾千年物語」 - Ikusen-nen monogatari | 18 ottobre 2019   | 27 marzo 2023    |
| 16 | Il nome di Senku compare nell'ultima delle cento storie tramandate dalle sacerdotesse del villaggio, l'unica a narrare una vicenda realmente accaduta: in passato Byakuya Ishigami passò le selezioni per entrare nella Stazione spaziale internazionale grazie a suo figlio Senku, che lo aiutò a imparare a nuotare con una tuta di elettrostimolatori. Salito in orbita, assieme ad altri quattro astronauti e alla cantante Lillian Weinberg, assistette alla pietrificazione dell'umanità vedendo un raggio luminoso avvolgere l'intero pianeta Terra. Consapevoli di essere gli unici sei esseri umani sopravvissuti alla catastrofe e di non poter più ricevere aiuto dalla Terra, decisero di farvi ritorno. |                   |                  |
| 17 | Cento notti e mille cieli 「百の夜と千の空」 - Hyaku no yoru to sen no sora | 25 ottobre 2019   | 3 aprile 2023    |
| 17 | Shamil, Connie e Lillian scesero sulla Terra in perlustrazione dalle parti del Giappone, il territorio più lontano dal Sud America, presunta fonte del raggio pietrificante. Tuttavia ammararono a testa in giù e vennero soccorsi in tempo da Darya, Yakov e Byakuya. I sei uomini iniziarono una nuova vita rurale ed ebbero dei figli, ai quali tramandarono molte conoscenze dell'umanità riassunte in cento racconti facili da narrare e da ricordare. L'ultima storia è un messaggio per Senku da parte di Byakuya, che era sicuro che un giorno si sarebbe liberato dalla pietrificazione e lo incoraggiò a ricostruire la civiltà umana. Il villaggio Ishigami è popolato dalla discendenza dei sei astronauti e Ruri, dopo aver portato Senku al cimitero del villaggio e avergli riferito il messaggio di suo padre, lo lascia solo a contemplare la lapide. Al villaggio, mentre tutti stanno festeggiando per la guarigione di Ruri, Gen avvisa Senku che Tsukasa ha in progetto un'offensiva contro di lui. |                   |                  |
| 18 | Stone Wars 「Stone Wars」 – "Guerre rocciose" | 1º novembre 2019  | 10 aprile 2023   |
| 18 | Il villaggio è già circondato dai nemici, e quando Kinro non riesce più a trattenerli Senku simula uno sparo di arma da fuoco, facendoli scappare credendo che ne siano realmente dotati. Il gruppo d'assalto di Tsukasa è composto da uomini muscolosi e guidato dal fidato Hyoga, e Gen li convince a non tornare all'attacco non prima di una tempesta, che impedisce l'uso delle armi da fuoco. Nel frattempo il regno della scienza si prepara: costruisce un paio di occhiali per Kinro e una nuova maschera d'anguria per Suika, ma soprattutto delle katana forgiate ripiegando il ferro due volte e scaldando solo la lama esterna per indurirla. Il primo giorno di tempesta i tre assi del villaggio Ishigami, Kohaku, Kinro e Magma, sorprendono gli uomini di Tsukasa con le spade, ma vengono messi in difficoltà dalla lancia di Hyoga. Poco dopo la lancia si rompe e Gen confessa loro di essere stato lui a manometterla e di essersi alleato con il regno della scienza. |                   |                  |
| 19 | E ora, verso l'era moderna 「そして現代へ」 - Soshite gendai e | 8 novembre 2019   | 17 aprile 2023   |
| 19 | Gli abitanti del villaggio Ishigami si accorgono presto che l'attacco guidato da Hyoga era un diversivo per permettere alla sua alleata Homura di incendiare il villaggio e i ponti tibetani. Mentre gli uomini spengono l'incendio, Suika attira i nemici verso la sorgente dell'acido solforico, dove i gas tossici trascinati dal vento li costringono a ripararsi su un albero. Senku e Kohaku portano una maschera antigas a Suika per farla tornare a casa e avvertono Hyoga e i suoi uomini del pericolo, che proibirà loro di scendere finché i gas non si diraderanno. Come Senku aveva previsto, Hyoga torna da Tsukasa per riferirgli che è ancora vivo e nell'ipotesi quasi certa di un suo attacco, il regno della scienza si prepara ad agire per primo dopo essersi preparato opportunamente. Il primo ausilio che Senku vuole costruire è un telefono per la comunicazione a distanza, che farebbe attuare delle ottime strategie contando sulle spie Taiju e Yuzuriha. |                   |                  |
| 20 | L'età della forza motrice 「動力の時代」 - Dōryoku no jidai | 15 novembre 2019  | 24 aprile 2023   |
| 20 | Senku e Tsukasa concordano, secondo i propri punti di vista, sul fatto che la guerra potrà iniziare solo dopo l'arrivo della primavera. Il primo oggetto che Senku vuole ricavare per il telefono sono i fili d'oro usando una macchina per lo zucchero filato. Prima di passare all'effettiva realizzazione, Senku usa la macchina per produrre proprio lo zucchero filato e farlo gustare sia agli abitanti del villaggio che a Homura, lì di vedetta per riferire a Tsukasa di rilevanti novità sul villaggio. Testando il gusto dello zucchero filato Senku trova il modo per renderlo più uniforme, dato che le stesse imprecisioni si riverserebbero anche sul filato d'oro, usando una ruota dentata e introducendo così un moto circolare uniforme, al contrario di quello eseguito prima da Kinro e Ginro che invertivano periodicamente il verso di rotazione. Il nuovo ingranaggio dà a Chrome l'idea di una ruota idraulica, che costruisce assieme a Kaseki in tre giorni. Senku è molto sorpreso dalla loro inventiva e decide di collegare il mulino al generatore elettrico, ottenendo una piccola centrale idroelettrica. |                   |                  |
| 21 | Il club di costruzione Sparta 「スパルタ工作クラブ」 - Suparuta kōsaku kurabu | 22 novembre 2019  | 1º maggio 2023   |
| 21 | Ottenuta una fonte di energia rinnovabile, Senku pensa ad accumularla in una batteria piombo-acido con cinque celle per usarla anche a distanza dal generatore. La ruota idraulica risparmia la manodopera alla generazione della corrente e all'alimentazione della fornace, così la gente del villaggio si può occupare di allenarsi in combattimento e di preparare provviste per l'inverno. Senku introduce la lampadina, costruita assieme a Kaseki e Chrome, e dopo averne prodotte in quantità illumina un grande albero in occasione del Natale. Senku procede a realizzare una valvola termoionica, necessaria per l'amplificazione della corrente elettrica del telefono, ma il filamento di bambù non regge le temperature troppo alte e nessun altro minerale in loro possesso sembra soddisfare questo requisito. La costruzione del telefono arriva a un punto morto finché la mattina di Capodanno, quando tutti vanno ad assistere alla prima alba, Suika porta una pietra di scheelite che riteneva interessante e, illuminata dai raggi ultravioletti, viene notata da Senku che scopre di poter usare il tungsteno contenuto in essa come filamento della valvola. Serve estrarre dell'altro minerale, perciò Senku crea una squadra di minatori composta da lui, Chrome e Magma. |                   |                  |
| 22 | The Treasure 「The Treasure」 – "Il tesoro" | 29 novembre 2019  | 8 maggio 2023    |
| 22 | Gli amici di Senku lo mettono in guardia da Magma, che potrebbe aggredire lui e Chrome mentre saranno nella caverna, ma la forza di Magma è necessaria per rompere le rocce da portare via e Senku decide ugualmente di portarlo con loro. Arrivati nella grotta, il trio raggiunge una superficie di mica con svariate voragini e Magma, correndo verso di Senku come a volerlo spingere, finisce in una di esse assieme allo scienziato. Magma spiega a Senku che non lo ha mai sopportato e ritiene che debba lasciare il ruolo di capo a lui che è più forte, ma Senku risponde che la forza fisica e la conoscenza scientifica funzionano entrambe al meglio solo se collaborano. Chrome allaga la fossa dove si trovano Senku e Magma usando il principio del sifone per farli salire, e la riuscita del salvataggio convince Magma ad aiutarli. Egli non aveva intenzione di spingere Senku nel buco, bensì di allontanarlo da una frana sotto di lui, perciò Chrome chiede scusa a Magma per averlo accusato. I tre raggiungono un deposito di skarn dal quale prelevano la scheelite e altri minerali di loro interesse, poi tornano al regno della scienza in tutta fretta su ordine di Magma, che era stato istruito da Gen in tal senso. Quel giorno infatti ricorre il compleanno di Senku, e Gen gli ha preparato una sorpresa assieme a tutti gli abitanti del villaggio: un osservatorio astronomico con tanto di telescopio. |                   |                  |
| 23 | L'onda della scienza 「科学の波」 - Kagaku no nami | 6 dicembre 2019   | 15 maggio 2023   |
| 23 | Senku e Chrome si dividono i compiti: uno ricava il triossido di tungsteno dalla scheelite con un lungo processo chimico e l'altro sperimenta un modo per scaldarlo alla temperatura più alta possibile unendo tutte le fonti di energia che ha imparato a usare. Ottenuto il filamento, Kaseki inizia a costruire una pompa di Hickman (una pompa a diffusione a quattro stadi) per creare il vuoto nella valvola, dopo aver ricevuto l'incoraggiamento necessario dai suoi amici scienziati. Suika e gli altri bambini seguitano a creare i fili elettrici, la squadra di combattimento va a cercare del carbone per scaldare le persone con una stufa in ogni casa, e con la cenere ottenuta, l'idrossido di sodio e la formalina Senku e Chrome ricavano la resina fenolica (un tipo primitivo di plastica). Gen e Ruri costruiscono le pile a secco e Senku, Chrome e Kohaku ottengono il sale di Rochelle, un cristallo piezoelettrico che useranno per il microfono e l'altoparlante. Tutti gli elementi necessari sono stati costruiti e vengono messi insieme per formare il telefono. |                   |                  |
| 24 | La voce al di là dell'infinito 「声は無限の彼方へ」 - Koe wa mugen no kanata e | 13 dicembre 2019  | 22 maggio 2023   |
| 24 | Per testare il telefono occorrerebbe riprodurne un altro, ma Senku dà comunque a tutti un assaggio della tecnologia con un collegamento cablato a distanza tra il regno della scienza e il villaggio Ishigami. Ruri riconosce l'oggetto chiamato "speaker" (ovvero l'altoparlante) come l'ape protagonista di una delle cento storie, la quale suggerisce a Senku di cercare in una capsula del tempo rassomigliante alla lapide di suo padre un disco da ascoltare, come fa l'ape con il suo pungiglione nel racconto. In men che non si dica Senku e gli altri estraggono il disco di vetro, ricavato da un fondo di bottiglia, e creano un giradischi per riprodurlo. Nel disco, Byakuya e i suoi colleghi registrarono un messaggio di saluto per Senku e una canzone di Lillian che, come si aspettavano, fa breccia nei cuori dei loro discendenti che dopo averla sentita sono ancora più desiderosi di far rivivere la scienza scoperta in passato e convinti di voler sconfiggere l'impero di Tsukasa. |                   |                  |